# Thomas Wakley

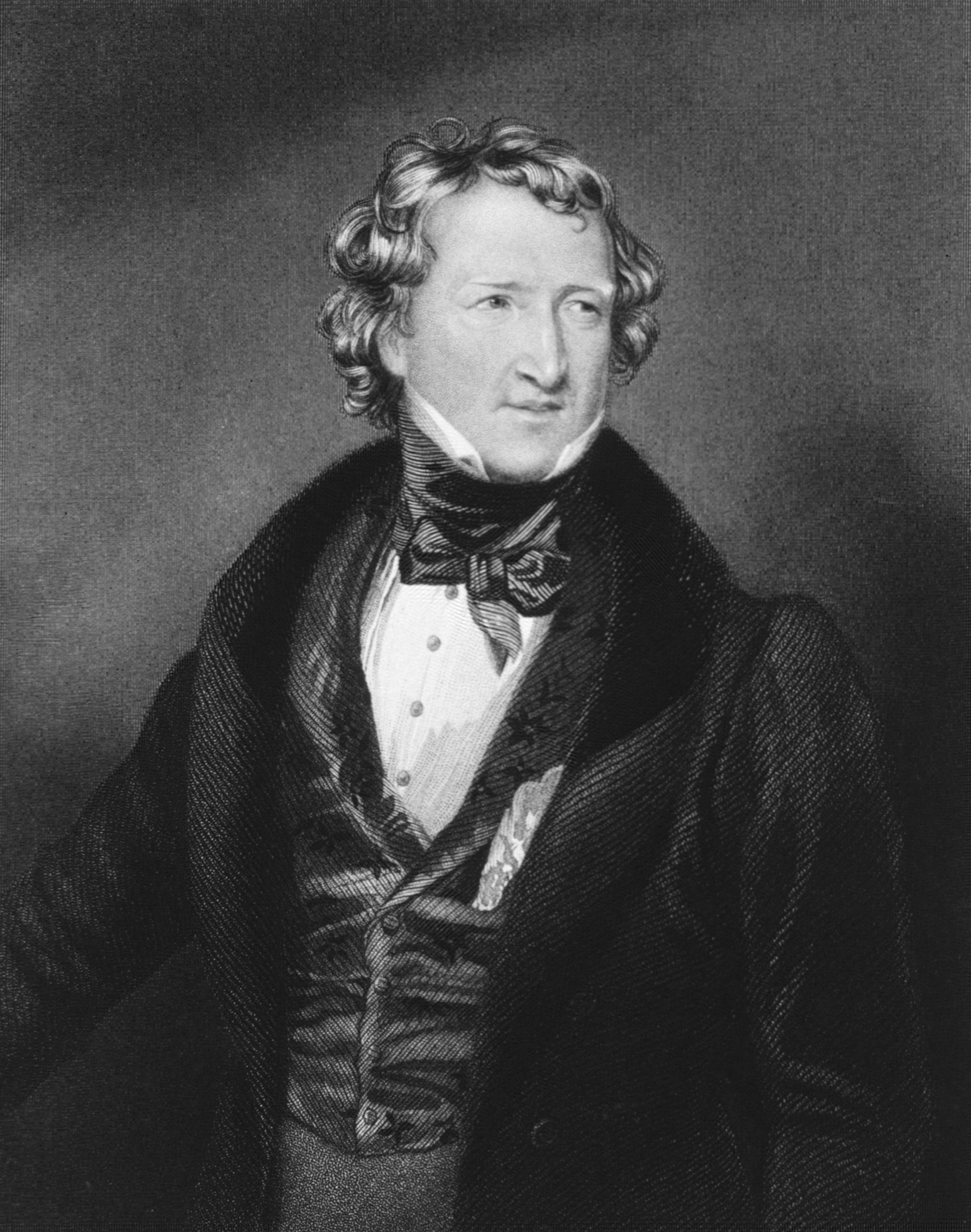
Thomas Wakley, il fondatore di The Lancet

Thomas Wakley (Membury, 13 luglio 1795 – Madeira, 16 maggio 1862) è stato un medico e politico britannico. Riformista che si distinse per le battaglie contro nepotismo, privilegi e abusi nel campo sanitario. Nel 1823 fondò la rivista scientifica The Lancet, periodico di medicina. Fu inoltre membro del parlamento britannico e medico legale."

## Vita

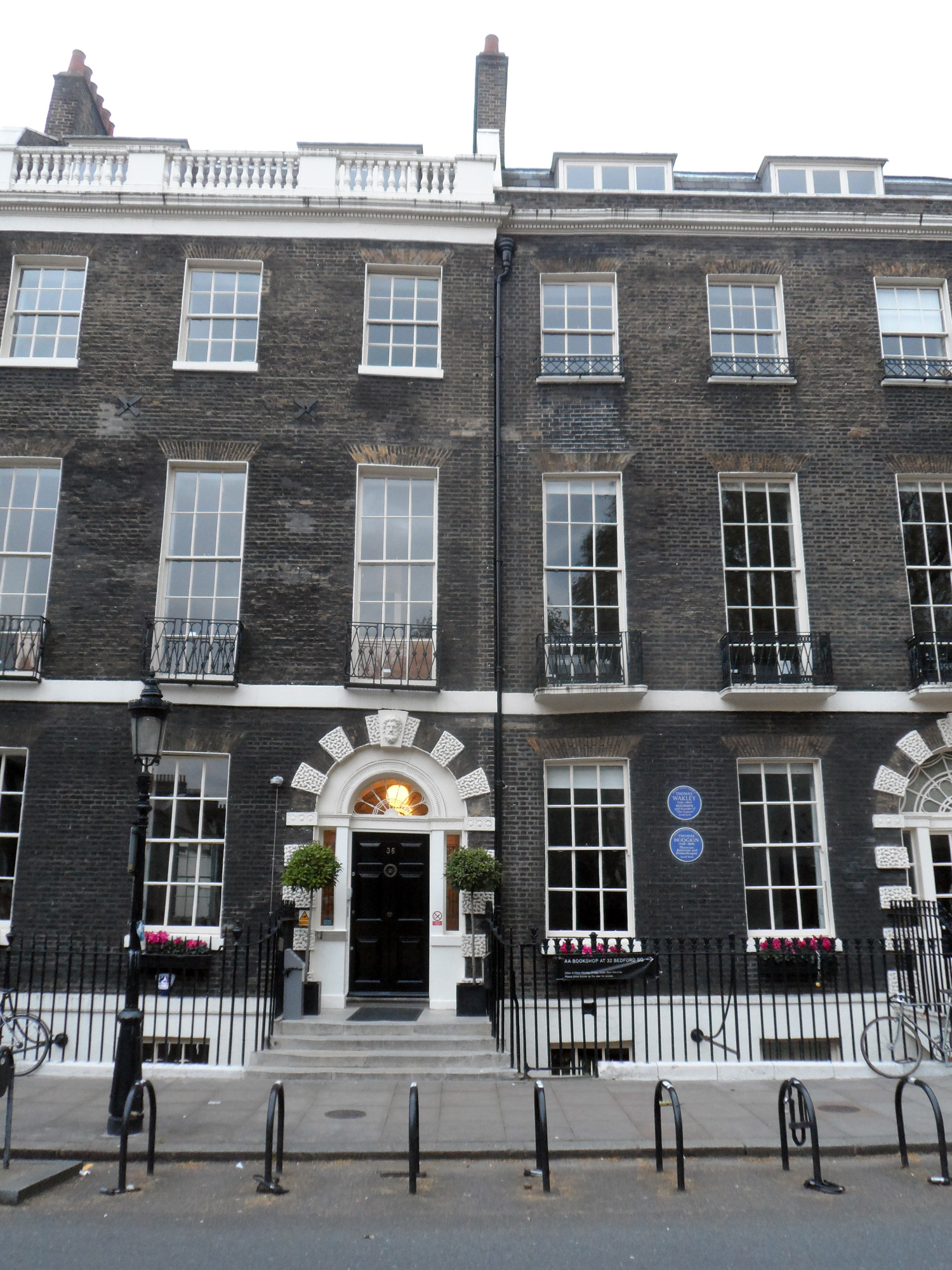
La casa di Thomas Wakley a Bedford Square, Londra

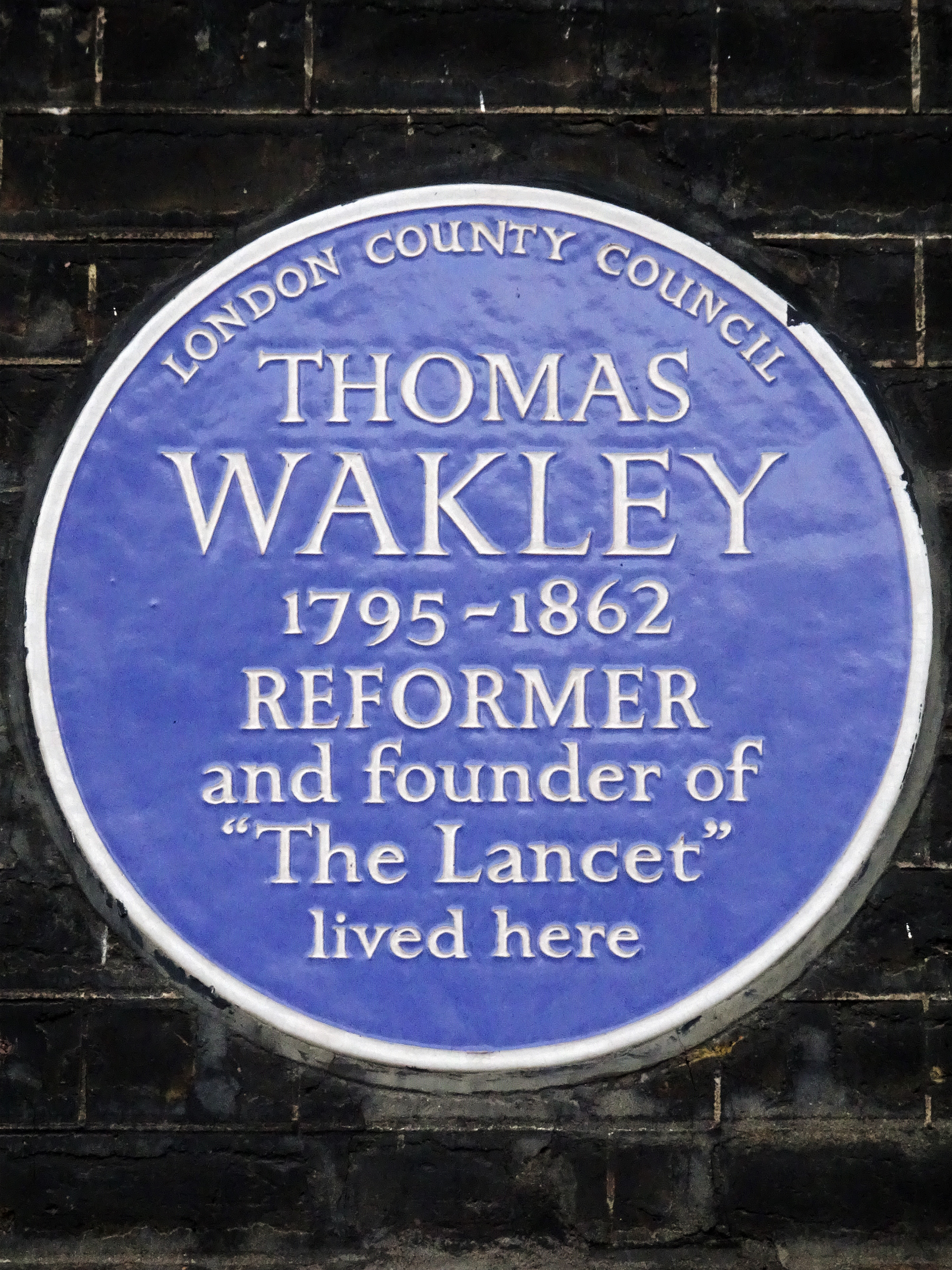
Placca commemorativa presente sulla casa di Thomas Wakley a Bedford Square, Londra

Thomas Wakley nacque a Membury, Devon, nel 1795. Benché la data precisa sia incerta, si desume dal certificato di battesimo, datato 27 gennaio 1802. Il documento riportava una nota, indicando che il bambino aveva 6 anni, 28 settimane e 2 giorni al momento del sacramento. Si stima quindi che la sua nascita risalga al 13 luglio 1795.
Thomas Wakley proveniva da una ricca famiglia di agricoltori. Suo padre, Henry Wakley, era un proprietario terriero, sostenitore delle "Corn Laws" e di orientamento Tory, posizioni politiche che il figlio non condivise. Descritto dal figlio come "genitore giusto ma severo", Henry ebbe undici figli dalla moglie: otto maschi e tre femmine. Thomas era il più giovane."
Wakley studiò alla grammar school di Chard e in seguito si trasferì a Taunton, dove iniziò il suo percorso medico con un primo apprendistato dal farmacista Thomas Incledon. Proseguì la formazione con altri due professionisti sanitari: il chirurgo William Coulson (definito "associato a The Lancet in gioventù") e il cognato Richard Phelps, anch'egli chirurgo e farmacista. Wakley studiò con Phelps a Beaminster, dopo essersi trasferito lì nel 1812.
Nel 1815 Wakley si trasferì a Londra per studiare anatomia al St. Thomas' Hospital e ottenere l'abilitazione al Royal College of Surgeons (MRCS). Qualificatosi come chirurgo, a 24 anni sposò Elizabeth Goodchild, figlia di un commerciante e amministratore del St. Thomas' Hospital."
Nella sua carriera, Wakley si distinse per la forte personalità e la difesa dei meno abbienti, criticando aspramente le disuguaglianze sociali. Tuttavia, le sue posizioni nette gli causarono ostilità. Nel 1820, fu gravemente ferito in un'aggressione, forse legata alle ripercussioni della Cospirazione di Cato Street. Gli oppositori ritenevano erroneamente che un chirurgo (identificato in Wakley, già noto) avesse orchestrato il complotto.
Il 5 ottobre 1823 pubblicò la prima edizione di The Lancet. Il nome richiamava uno strumento chirurgico e un'arma usata nell'addestramento ai tornei medievali. La rivista si propose di smascherare corruzione e abusi nella medicina, ma affrontò anche temi extra-sanitari.
Nel 1861, il medico Charles Williams diagnosticò a Wakley una probabile tubercolosi (a causa di tosse persistente e emottisi) e gli consigliò riposo in climi miti. Così, il 4 ottobre Wakley firmò il testamento e partì da Southampton per Madeira. Rientrò a Londra il 24 maggio 1862, ma l'11 maggio, a Madeira, cadde da una piccola imbarcazione mentre navigava lungo la costa, riportando un'emorragia polmonare. Due medici tentarono invano di soccorrerlo.
Wakley morì cinque giorni dopo l'incidente e venne sepolto il 14 giugno 1862 nel Kensal Green Cemetery, con una cerimonia privata per la famiglia."

## London College of Medicine
Tra i progetti più ambiziosi di Wakley, spicca la creazione di un istituto rivale al Royal College of Surgeons. Già nel 1831 ideò il London College of Medicine, proponendo principi innovativi per l'epoca. Prevedeva un corpo dirigente eletto a suffragio universale, l'abolizione di gerarchie basate su rango o titoli, la selezione del personale per merito, tasse universitarie contenute per favorire l'accesso agli studi e un elevato standard di cortesia tra esaminatori e candidati.
(Thomas Wakley descrivendo il London College Of Medicine)
"
Tuttavia, il progetto di Wakley era destinato al fallimento per carenze sul piano giuridico. Innanzitutto, la fondazione del College necessitava della Royal Charter, autorizzazione statale precedentemente concessa al Royal College of Surgeons. Inoltre, senza il riconoscimento governativo dei diplomi, non vi sarebbero state garanzie per gli studenti, che non avrebbero avuto motivo di iscriversi al London College of Medicine.Queste limitazioni legali impedirono a Wakley di concretizzare la sua idea, malgrado le sue battaglie giornalistiche in proposito. Restò però fermamente convinto della necessità di riformare l'istruzione medica a beneficio degli studenti."

## The Lancet

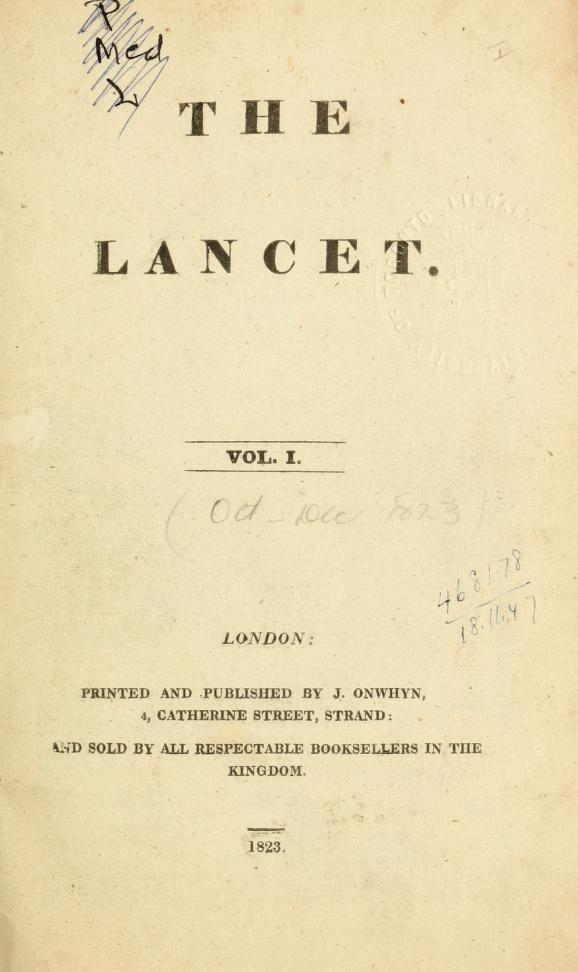
The Lancet, Volume 1

The Lancet, una delle più importanti e antiche riviste mediche del mondo, venne fondata da Wakley nel 1823. La prima pubblicazione risale al 5 ottobre 1823.
Con la sua rivista, Wakley intendeva trattare soprattutto temi medici e di politica ospedaliera. Per ampliare il pubblico, The Lancet includeva anche recensioni librarie, articoli di ricerca, biografie di figure eminenti e questioni di interesse pubblico.
Nei primi tempi, la rivista fu pubblicata in forma anonima. Wakley, con i collaboratori William Cobbett, William Lawrence e James Wardrop, iniziò infatti a pubblicare senza permesso le lezioni di chirurgia del professor Astley Cooper.
The Lancet guadagnò rapidamente notorietà, alimentando voci sull'identità del suo misterioso fondatore.
Così, Sir Astley Cooper decise di far visita al suo "pupillo" e lo trovò mentre rivedeva una delle sue stesse lezioni per la pubblicazione. Consapevoli dell'ironia, entrambi risero e, forti della loro amicizia, trovarono un accordo di reciproco vantaggio."
In soli due anni, The Lancet divenne una rivista molto rinomata, con una tiratura di oltre 4000 copie e una linea editoriale precisa. In questo periodo, il progetto iniziale di Wakley subì alcune modifiche sostanziali. Le principali furono due: l'abbandono definitivo di argomenti extra-medici e l'adozione di un tono sempre più critico verso le istituzioni ospedaliere. Wakley, infatti, utilizzò spesso la rivista come strumento di critica e denuncia contro il sistema sanitario e le istituzioni mediche. Si scagliò in particolare contro il Royal College of Surgeons of England, che considerava elitario e anacronistico.
(Thomas Wakley sul Royal College of Surgeons)
"
Pur ritenendosi un paladino degli interessi della professione medica, Wakley non riuscì mai a prevalere sul Royal College of Surgeons, potente istituzione sostenuta dallo Stato. Le sue idee innovative, tuttavia, gettarono le basi per le successive riforme sanitarie. Negli anni, il fondatore di The Lancet fu spesso accusato di plagio e diffamazione, ma ciò paradossalmente accrebbe la popolarità della rivista. Wakley diresse il periodico fino alla morte, lasciandolo poi in eredità ai figli James Goodchild Wakley e Thomas Henry Wakley. La sua direzione illuminata di The Lancet ha ispirato il giornalismo medico e il dibattito sulle tematiche sanitarie per oltre 150 anni."

## Altre attività di Thomas Wakley

### Membro Parlamentare
Oltre che noto giornalista, T. Wakley fu anche parlamentare. Venne eletto radicale per Finsbury nel 1835, ove restò fino al 1852.
Partecipò attivamente alla riforma parlamentare, entrando in contatto con vari riformatori politici londinesi. Sostenuto dagli amici William Cobbett e Joseph Hume, egli si batté per l'abolizione delle Poor Laws, della schiavitù e del Newspaper Stamp Act.
Fu inoltre uno dei pochi sostenitori delle attività dei Cartisti, pur non approvando tutti i punti della Charter. Non condivideva infatti l'idea di svolgere annualmente le elezioni Parlamentari, ma avrebbe preferito delle elezioni triennali.
Come ex medico, Wakley decise di entrare in parlamento mirando soprattutto a riforme in ambito sanitario. Non a caso svolse un ruolo di fondamentale importanza nella creazione del Medical Act del 1858 e del General Council of Medical Education. Durante il suo mandato parlamentare si impegnò a contrastare la contraffazione degli alimenti, pratica assai diffusa all'epoca. A tal fine creò The Lancet Analytical and Sanitary Commission, commissione incaricata di svolgere indagini sui cibi che la popolazione dell'epoca consumava più frequentemente. Grazie a tale commissione si svolsero tre principali indagini che rivelarono l'alto numero di cibi alterati. Wakley sfruttò la sua rivista per denunciare la pratica, pubblicando i nomi dei venditori genuini e in regola e attaccando gli altri, pur senza nominarli, ma spronandoli a vendere cibo sano e di qualità. Grazie a Wakley e alle indagini svolte dalla sua commissione vennero pubblicate due importanti leggi: l'Adulteration Act e il Sale Of Food And Drugs Act.

### Medico Legale
Sin dalla fondazione di The Lancet, Wakley sostenne l'importanza della figura del medico legale. Ottenne la carica e fu assegnato a West Middlesex nel 1839. Indagò su morti improvvise e non chiare, specie quando i soggetti deceduti erano sotto custodia della polizia. Wakley dovette spesso indagare su morti sospette dovute a fustigazione, pratica punitiva molto diffusa nell'esercito britannico.
Di notevole rilevanza fu il caso di Hounslow Barracks, in cui il soldato John White morì dopo essere stato fustigato, nel 1846. Il caso venne inizialmente archiviato, dichiarando che la morte avvenne per cause naturali. Wakley però riaprì le indagini interrogando anche il chirurgo dell'esercito, Erasmus Wilson. I due riuscirono a dimostrare che la morte era riconducibile alle 150 frustate che il soldato aveva ricevuto. Grazie a questa inchiesta, la fustigazione come pratica punitiva venne definitivamente abolita nel 1881 tramite l'Army Act.
Tuttavia, persino nel suo lavoro come medico legale, Wakley non tardò a procurarsi dei nemici. Consulenti legali, avvocati e testimoni coinvolti nei casi di cui si occupava si sentirono offesi dal linguaggio dal tono accusatorio di cui egli si servì sia in Parlamento sia su The Lancet per descrivere il loro modo di operare. Wakley diede loro la possibilità di farsi sentire quando, nel settembre 1839, decise di consegnare alla centrale di polizia del West Middlesex un documento contenente precise istruzioni intese a facilitare il lavoro del medico legale, al fine di evitare inutili processi giudiziari. Un simile gesto suscitò sgomento nell'intera contea e, poiché il documento in questione recava la firma del suo autore, non fu difficile per i magistrati organizzare uno speciale incontro con Wakley e, più tardi, un'inchiesta parlamentare. I più importanti giornali dell'epoca, quali Times, Observer, Morning Advertiser e Morning Herald, scrissero numerosi articoli contro la sua nuova lista di istruzioni, poiché essi supponevano che la vera intenzione del fondatore di The Lancet fosse quella di far aumentare in maniera spropositata i processi. Nonostante tali accuse, Wakley si difese sempre, sostenendo che il suo unico scopo fosse quello arginare i danni provocati dall'incompetenza di alcuni membri della comunità medica, da lui giudicati "un pericolo" per il pubblico.
Fu instancabile nel sostenere gli interessi delle classi lavoratrici e le riforme umanitarie, nonché nel portare avanti la sua campagna contro le restrizioni e gli abusi medici, e fece di The Lancet non solo un organo professionale ma anche un potente motore di riforma sociale. Durante il suo mandato come medico legale svolse tra le 25.000 e le 30.000 indagini, spesso delegandone la responsabilità al figlio Henry Membury Wakley. Si dice che Charles Dickens, ospite frequente alla tavola di Wakley, abbia tratto da lui materiale per Oliver Twist (inchiesta su Eliza Burgess, tenutasi a St. Marylebone Workhouse, gennaio 1840) ed è stato un giurato in diverse inchieste di Wakley. I dettagli di molti dei suoi casi sono conservati nelle sezioni di riferimento di numerose biblioteche di storia locale nel nord e nell'ovest di Londra, sotto il titolo collettivo di "Coroner Wakley's Casebook", una serie di libri pubblicati da C.B. Wakley tra il 2015 e il 2017.